# Анищенко, Евгений Константинович
Евге́ний Константи́нович Ани́щенко (бел. Яўген Канстанцінавіч Анішчанка; 27 октября 1955, Брянцево, Витебская область — 16 мая 2021) — белорусский историк, кандидат исторических наук (1989).

## Биография
Родился в семье агронома и колхозницы.
Учился в Республиканской школе-интернате по музыке и изоискусству по классу живописи (1968—1972). С отличием закончил исторический факультет Белорусского государственного университета (1973—1978). После службы командиром взвода в 1981—1983 гг. работал учителем истории и черчения в СШ г. Минска № 43, 73, 116, в 1983—1985 гг. преподавал в Минском институте культуры.
Между 1985—2007 гг. — в Институте истории Академии наук Белоруссии (в 1985—1986 гг. старший лаборант, в 1986—1989 аспирант, в 1989—1992 гг. младший научный сотрудник, в 1992—1993 гг. научный сотрудник, в 1993—2007 гг. старший научный сотрудник). В 1989 г. защитил там кандидатскую диссертацию на тему «Земельные отношения в Восточной Белоруссии во второй половине XVIII — начале XIX вв.» (научный руководитель В. И. Мелешко), а в 2004 г. — докторскую диссертацию на тему «Политическая история Беларуси во времена раздела Речи Посполитой» (не утверждена ВАК). В 2007 году покинул институт после того, как аттестационная комиссия признала его не соответствующим должности старшего научного сотрудника. По мнению самого Анищенко, причиной такого решения явились результаты его исследований, не совпадающие с позицией официальной историографии.
В 2007—2009 гг. работал в Национальном историческом архиве Беларуси главным архивистом и ведущим научным сотрудником. В 2009—2010 гг. работал дворником, между 2010—2013 гг. — в Институте парламентаризма и предпринимательства в должности доцента кафедры права и политологии. С 2013 года являлся доцентом кафедры здоровья и здравоохранения Белорусского государственного медицинского университета.
Исследовал социально-политические процессы и события в Беларуси XVIII—XIX вв., в частности связанные с разделами Речи Посполитой. Имеет более 400 публикаций, в том числе в журналах «Беларускі гістарычны часопіс», «Полымя», единоличный автор нескольких десятков книг. Один из авторов «Энциклопедии истории Белоруссии», «Нарысы гісторыі Беларусі» (ч. 1, Мн.: Беларусь, 1994), «Гісторыя сялянства Беларусі» (т. 1, Мн.: Беларуская навука, 1997).
Скончался 16 мая 2021 года от осложнений коронавирусной инфекции.

## Семья
Жена (третья) Ажгирей Алина, дети Денис и Александр.